# Yahoo!インターネット検定
Yahoo!インターネット検定（ヤフー！インターネットけんてい）は、インターネット上で受験や受講できる、Yahoo! JAPAN公認の有料（一部無料）の検定試験である。

## 概要
2007年6月7日時点で、3分野・21種類の検定試験があった。詳しくは、検定を参照。
なお、合格者には認定カードが送付され、オンライン認定証や認定アイコンの特典もある。 
また、これらとは別に手作り検定として、『みんなの検定』（無料）をYahoo! JAPANのID登録者のみが、受験や作成できる。
2012年9月30日をもって全サービスを終了し、結果閲覧も出来なくなった。

## 検定
※2007年6月7日時点
- インターネット・IT
  - タイピングエキスパート：1～6級（6級・無料）/養成講座
  - 英文タイピングエキスパート：1～6級（6級・無料）/養成講座
  - ショッピング・オークションアドバイザー：本試験/認定講座
  - インターネットコミュニケーションアドバイザー：本試験/認定講座
  - インターネットスキル判定
  - インターネットエキスパート：上級/中級
  - ネットP検：コアスキル/表計算（Excel2003）/ワープロ（Word2003）のそれぞれ、上級/中級/基本
  - デジカメエキスパート：1～3級（全級・無料）
  - サイトデザインアーキテクト：本試験/通信講座/認定講座

- 暮らし・スポーツ
  - ベースボールエキスパート：1～3級
  - サッカーエキスパート：1～3級
  - ゴルフエキスパート：1～3級
  - 食育エキスパート：つくる食育/食べる食育/ぷち食育
  - フレンチ・ワインマスター：1～3級
  - ネット株取引講座：認定講座
  - 将棋段級位：四～六段/初～三段/級位（無料）
  - 将棋マイスター：上級/中級/初級（無料）
  - 落語「通」検定：1～3級
  - ハワイエキスパート：ハワイエキスパート/ぷちハワイエキスパート（無料）

- コンプライアンス 
  - 知的財産Web検定：総合編/オークション編/ホームページ編/入門編（無料）
  - 個人情報保護法実力診断：ネットショップ編/一般編/基礎テスト（無料）